# Maria Beatrice De Santis
Maria Beatrice De Santis (Viterbo, 15 luglio 1969) è un'ex cestista italiana.
Play-guardia di 175 cm, ha giocato in Serie A1 con Messina.